# Hundsmarktmühle

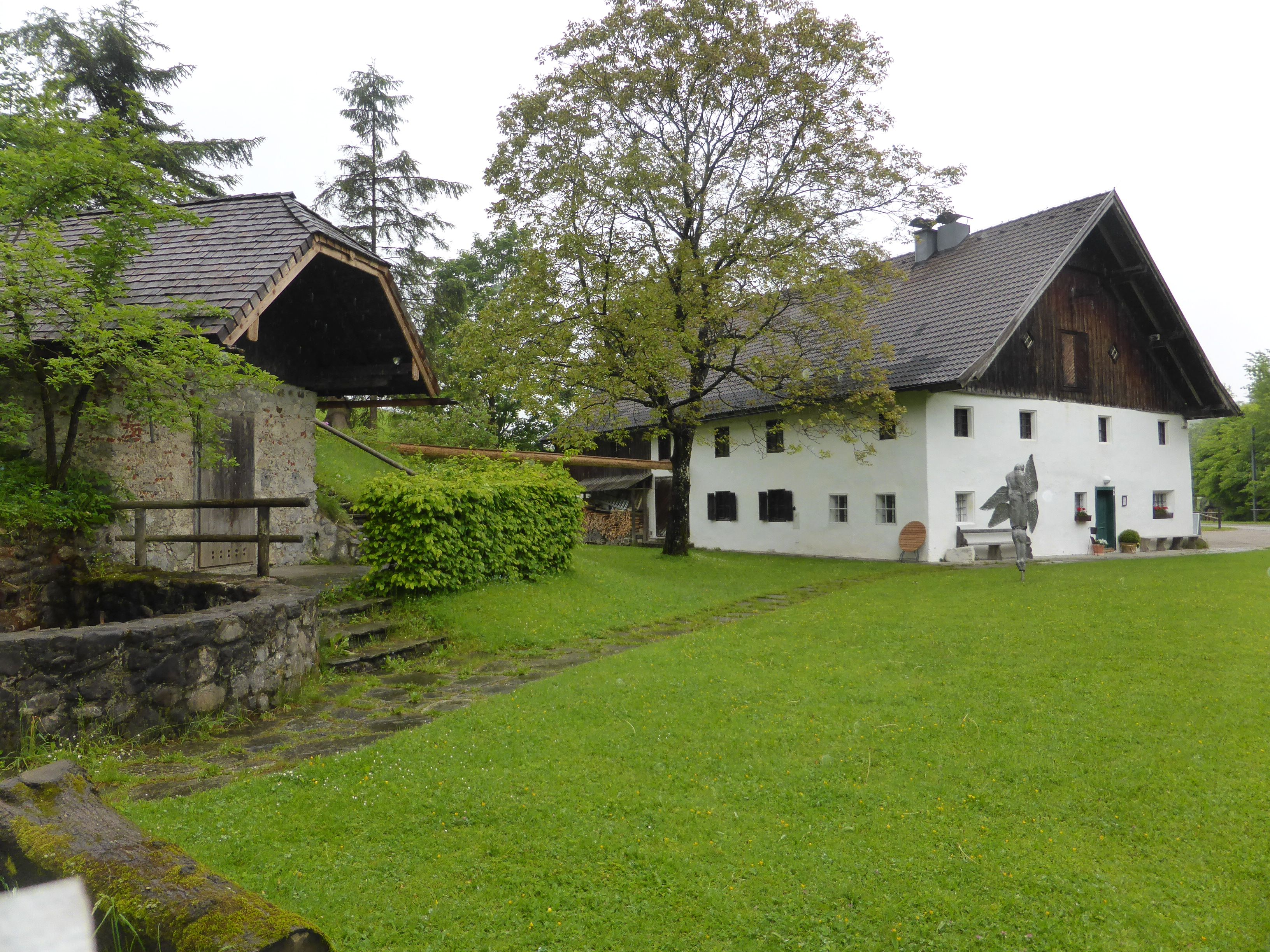
Hundsmarktmühle in Thalgau

Die Hundsmarktmühle ist eine aus dem 16. Jahrhundert stammende und heute zu einem Museum umfunktionierte Mühle in der Salzburger Gemeinde Thalgau in der Nähe des Fuschlsees (Ortschaft Hundsmarkt in der Katastralgemeinde Egg, Bezirk Salzburg-Umgebung). Das Gebäude steht unter Denkmalschutz (Listeneintrag).

## Geschichte
Urkundlich wurde 1570 eine Mühle am Gailnbach genannt. Bis 1940 wurde die Mühle als Lohnmühle und landwirtschaftlicher Betrieb betrieben. 1989 wurde die Mühle von der Marktgemeinde gekauft, restauriert und 1994 als Museum eröffnet.

## Museum
Unter dem Motto Vom Korn zum Brot werden zahlreiche Objekte gezeigt, u. a. ein wasserbetriebener Mühlstein, ein Mahlgang mit einem Walzenstuhl, Mühlengeräte und -maschinen, Getreidesorten und -produkte, eine Backstube und ein Holzbackofen. Außen gibt es eine betriebsbereite Kugelmühle. Ein Schauraum zeigt wichtige Ereignisse aus der Geschichte der Gemeinde Thalgau. Die Tenne wird als Veranstaltungsraum genutzt.